# Tricimba tinctipennis
Tricimba tinctipennis är en tvåvingeart som beskrevs av Malloch 1931. Tricimba tinctipennis ingår i släktet Tricimba och familjen fritflugor. Inga underarter finns listade i Catalogue of Life.